# King’s Quoit

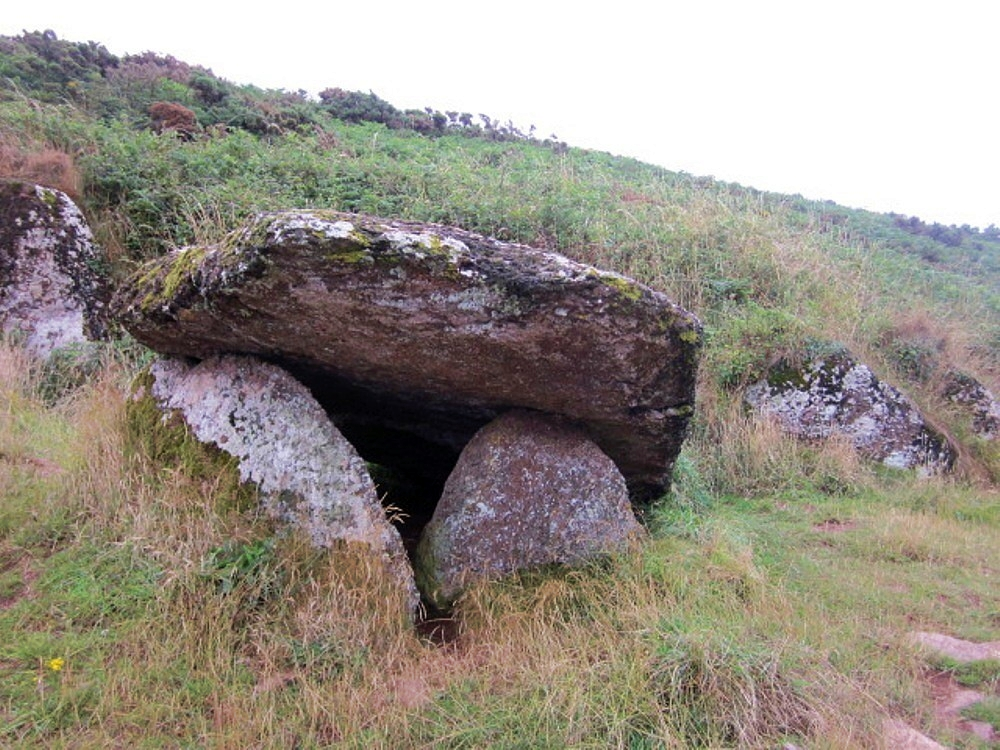
King’s Quoit nahe Manorbier in Pembrokeshire

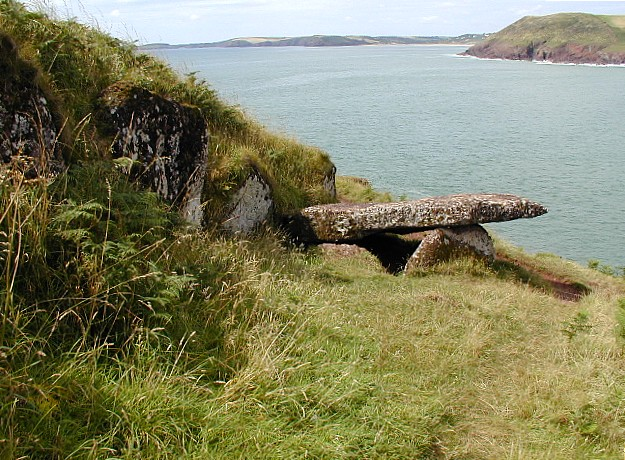
King’s Quoit und Manorbier Bay

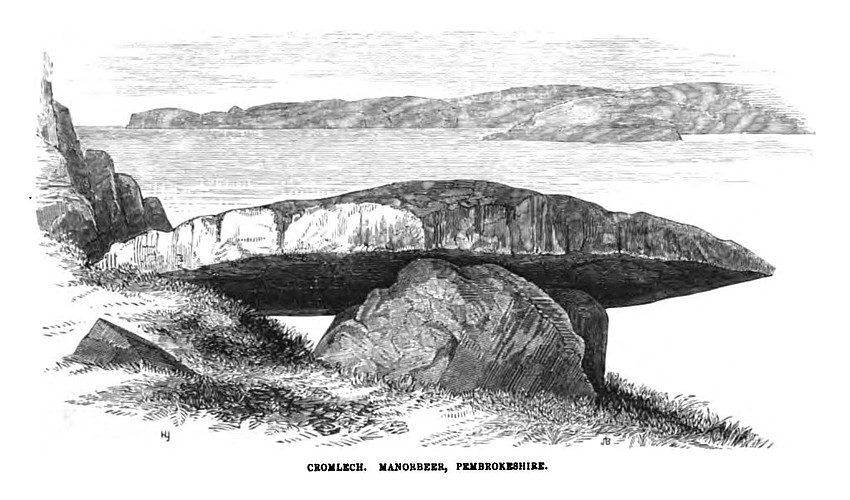
Radierung aus der Archaeologia Cambrensis

Der King’s Quoit (früher Cromlech Manorbeer) ist ein etwa 5000 Jahre altes Portalgrab aus der Jungsteinzeit und liegt in der Nähe des Orts Manorbier in der Grafschaft Pembrokeshire in Wales. Anlagen dieser Art bezeichnet man in Cornwall und Wales als Quoit.

## Lage
Der Quoit befindet sich in der Bucht von Manorbier unmittelbar am Meer. An der Megalithanlage vorbei führt der Pembrokeshire Coast Path. Ungewöhnlich für Portalgräber dieser Art ist die Hanglage des King’s Quoit. In der Nähe befinden sich weitere Portalgräber:
- Devil’s Quoit (St Columb Major)
- Arthur’s Quoit
- Carreg Coetan Arthur

## Aufbau
Das Grab besteht aus drei Tragsteinen, die einen großen Deckstein mit 4,5 m Länge und 2,7 m Breite stützen. Die beiden vorderen Steine sind etwa 1 m hoch. Der hintere Tragstein ragt aufgrund der Hanglage nur wenig aus der Erde heraus, so dass das Ende des Decksteins direkt auf dem Erdboden aufliegt. Die Kammer ist 0,8 m hoch und befindet sich teilweise unter dem Bodenniveau. Der King’s Quoit war allem Anschein nach wie andere Portalgräber dieses Typs früher durch einen Erdhügel bedeckt. Die Tragsteine und die Deckplatte befanden sich damals im Innern der Anlage. Hinter dem Quoit stehen einzelne Megalithe, die den Hang stützen.